# Ägäis-mazedonische Sprache
Die ägäis-mazedonische Sprache, auch Ägäis-Makedonisch, Slawomazedonisch (griechisch Σλαβομακεδονική διάλεκτος, bulg./mazedonisch Славяномакедонски диалект), Bulgaromazedonisch (Βουλγαρομακεδονική διάλεκτος, Българскомакедонски диалект), Slawisch (Σλαβική διάλεκτος, Славянски диалект),  oder Entopia (Eντόπια διάλεκτος, Ентопия диалект), bezeichnet die im Norden Griechenlands in einigen Ortschaften der Region Makedonien gesprochene südslawische Sprache, die am nächsten mit dem Mazedonischen und dem Bulgarischen verwandt ist. Oft wird sie als Dialekt einer der beiden genannten Sprachen angesehen; tatsächlich ist sie als südliche Variante der Mundarten Mazedoniens und Bulgariens Abbild des ostsüdslawischen Dialektkontinuums vom Bulgarischen zum Mazedonischen anzusehen.
Die Sprecheranzahl ist nicht genau zu ermitteln, da der Gebrauch des Ägäis-Mazedonischen stark zurückgegangen ist und es nur noch in wenigen kleinen Dörfern überwiegend als Erstsprache gesprochen wird. Etwa 10.000 bis 120.000 Sprecher beherrschen aber noch das Ägäis-Mazedonische neben dem Griechischen, einige sind darüber hinaus dreisprachig mit Vlachisch.
Eine einheitliche ägäis-mazedonische Schriftsprache hat sich nicht herausgebildet. Erste schriftliche Überlieferungen sind religiöse Texte aus der Mitte des 19. Jahrhunderts auf Basis der Dialekte der jeweiligen Region, für die das für slawische Sprachen ungeeignete griechische Alphabet verwendet wurde. Zu Beginn des 20. Jahrhunderts entstand auf Grundlage der Dialekte von Florina unter Verwendung des lateinischen Alphabets mit Diakritika eine Schriftsprache, die allerdings nicht lange Bestand hatte. Die ab 1947 erschienene Zeitung Славяномакедонски глас wurde ebenfalls auf Grundlage der Florina-Dialekte geschrieben, verwendete allerdings die kyrillische Schrift in der bulgarischen Variante. 
In seiner Morphologie unterscheidet sich das Ägäis-Mazedonische nicht wesentlich vom Mazedonischen und Bulgarischen. Hier fällt noch am ehesten auf, dass der Gebrauch des Aorist in der ägäis-mazedonischen Sprache noch üblich ist, während er im Mazedonischen nahezu gar nicht mehr verwendet wird. Die Unterschiede bestehen im Wesentlichen in der Lautstruktur und sehr stark im Wortschatz, der im Ägäis-Mazedonischen über zahlreiche griechische Entlehnungen verfügt (z. B. Lehrer – neubulgarisch und mazedonisch учител, ägäis-mazedonisch und bulgarisch даскал).